# Østerbro i morgonljus
Østerbro i morgonljus (danska: Parti af Østerbro i morgenbelysning) är en oljemålning från 1836 av den danske konstnären Christen Købke. Målningen tillhör Statens Museum for Kunst i Köpenhamn sedan 1866 och är ett av den danska guldålderns främsta verk.
Købke flyttade med sina föräldrar till Østerbro 1833, då ett lantligt ytterområde till Köpenhamn. Här tillkom flera av Købkes främsta målningar, till exempel Höstmorgon vid Sortedamssøen (1838) och Utsikt från Dosseringen vid Sortedamssøen mot Nørrebro (1838). Østerbro i morgonljus visar Østerbrogade och Købkes hemkvarter.